# Port lotniczy Kuchyňa
Port lotniczy Kuchyňa (ICAO: LZPE) – wojskowy port lotniczy położony obok miejscowości Kuchyňa, w kraju bratysławskim, na Słowacji.